# FEATool
FEATool Multiphysics (Finite Element Analysis Toolbox for Multiphysics)  - це простий у використанні інструментарій моделювання фізики за допомогою методу скінченних елементівв рівняннях часткових похідних для MATLAB. FEATool Multiphysics надає можливість повністю моделювати задачі теплобміну, динаміки рідини, хімічних реакцій, структурної механіки та електромагнетизму в 1D, 2D (осесимметрія) або 3D, все це в зручному графічному інтерфейсі користувача(GUI). FEATool був спеціально розробленим для того, щоб використовуватись без необхідності консультаційної документації, тому знайшов використання в академічних дослідженнях, навчанні та моделювання промислової інженерії.

## Особливості

### Повністю скриптовий інтерфейс
FEATool Multiphysics - це повністю інтегроване середовище моделювання фізики та РЧП, включаючи попередню обробку, моделей CAD та геометрії, автоматичне створення сітки, знаходження розв'язку  та обробка результатів. Операції з графічним інтерфейсом також записуються як еквівалентні функції MATLAB, тому, крім бінарних форматів, моделі також можуть бути збережені та експортовані як  скриптові файли m-script, сумісні з MATLAB та Octave. Короткий сценарій MATLAB нижче демонструє, як можна обчислити повний потік навколо циліндра для задачі динаміки обчислювальної рідини(CFD) за допомогою функцій m-script FEATool. Зокрема, звичайні рівняння з частинними похідними(РЧП) чи математичні вирази можна просто ввести і працювати з ними як із символьними виразами, без необхідності додаткової компіляції чи написання власних функцій.
```
% Генерація сітки та геометрії.

fea
.
sdim
 
=
 
{
 
'x'
 
'y'
 
};

fea
.
geom
.
objects
 
=
 
{
 
gobj_rectangle
(
 
0
,
 
2.2
,
 
0
,
 
0.41
,
 
'R1'
 
),
 
...

                     
gobj_circle
(
 
[
0.2
 
0.2
],
 
0.05
,
 
'C1'
 
)
 
};

fea
 
=
 
geom_apply_formula
(
 
fea
,
 
'R1-C1'
 
);

fea
.
grid
 
=
 
gridgen
(
 
fea
,
 
'hmax'
,
 
0.02
 
);

% Постановка задачі

% (Нестиснуте рівняння Нав'є Стокса в режимі мультифізики).

fea
 
=
 
addphys
(
 
fea
,
 
@
navierstokes
 
);

% Вказуємо в'язкість рідини (Густина має значення за замовчуванням 1).

fea
.
phys
.
ns
.
eqn
.
coef
{
2
,
end
}
 
=
 
{
 
0.001
 
};

% Граничні умови

% (не вказані межі за замовчуванням встановлюються як нековзкі стіни і нульовою швидкістю).

% Притік (гранична умова 2 типу) на границі 4.

fea
.
phys
.
ns
.
bdr
.
sel
(
4
)
 
=
 
2
;

% Відтік (гранична умова 3 типу, нульовий тиск) на границі 2.

fea
.
phys
.
ns
.
bdr
.
sel
(
2
)
 
=
 
3
;

% Параболічний притік вираз для швидкісті по x.

fea
.
phys
.
ns
.
bdr
.
coef
{
2
,
end
}{
1
,
4
}
 
=
 
'4*0.3*y*(0.41-y)/0.41^2'
;

% Перевірити,зчитати, розв'язати

fea
 
=
 
parsephys
(
 
fea
 
);

fea
 
=
 
parseprob
(
 
fea
 
);

fea
.
sol
.
u
 
=
 
solvestat
(
 
fea
 
);

% Альтернативний розв'язок за допомгою  OpenFOAM

% fea.sol.u = openfoam( fea );

% Обробка результатів та візуалізація.

postplot
(
 
fea
,
 
'surfexpr'
,
 
'sqrt(u^2+v^2)'
,
 
...

               
'arrowexpr'
,
 
{
'u'
 
'v'
}
 
)

p_cyl_front
 
=
 
evalexpr
(
 
'p'
,
 
[
0.15
;
 
0.2
],
 
fea
 
);

p_cyl_back
  
=
 
evalexpr
(
 
'p'
,
 
[
0.25
;
 
0.2
],
 
fea
 
);

delta_p_computed
  
=
 
p_cyl_front
 
-
 
p_cyl_back

delta_p_reference
 
=
 
0.117520

```

### Зовнішнє моделювання програмних інтерфейсів
FEATool Multiphysics також має вбудовану можливість інтегрувати коди інших систем моделювання, таким чином можна підключити зовнішні сіточні генератори DistMesh, Gmsh і PSLG(трикутниками), а також спеціальні розв'язувачі CFD, такі як OpenFOAM, і FEM solver FEniCS, що дозволяє використовувати високопродуктивні паралельні обчислення та мультифізичні симуляції, які слід налаштувати та виконувати безпосередньо в MATLAB та Octave.

### Інші особливості
- Повністю інтегрований і простий у використанні графічний інтерфейс.
- Багатоплатформеність, MATLAB та Octave сумісності, включаючи інші набори інструментів.
- Великий вибір МСЕ у вигляді функцій бібліотеки (лінійний та високий порядок відповідає P1-P5, а також дискректизації МСЕ).
- 15 заздалегідь визначених рівнянь та режимів мультифізики в 1D, 2D картезіанських та циліндричних координатах, а також повний 3D.
- Підтримка користувальницьких рівнянь з частинними похідними.
- Імпорт, експорт та перетворення сіткок та геометрій між OpenFOAM, Dolfin / FEniCS XML, GiD[17], Gmsh, GMV[18], PSLG(трикутниками) та звичайними форматами сітки в ASCII[19].

## Дивись також
- Мультифізика
- Метод скінченних елементів
- CAE

## Зовнішні посилання та ресурси
- FEATool Multiphysics website
- FEATool Multiphysics quick start guide
- FEATool Multiphysics online documentation
- FEATool MATLAB FEM function reference[недоступне посилання з травня 2019]
- FEATool Multiphysics technical articles and tutorials